# Körmendy Adrienne
Körmendy Adrienne (Külsővat, 1946. augusztus 13.) magyar történész, levéltáros, diplomata.

## Pályafutása
1969-ben végzett az ELTE Bölcsészettudományi Karán könyvtár-levéltár szakon. 1968-tól 1976-ig dolgozott a Magyar Tudományos Akadémia levéltárában, ugyanitt 1981 és 1986 között osztályvezetőként az intézmény harmadik vezetője volt. 1972 és 1973 között a Varsói Egyetemen tanult ösztöndíjjal, 1977 és 1981 között aspiráns volt.  1975-ben házasodott össze Bronisław Nowak lengyel történésszel, így nem csak tanult, hanem családjával élt is Lengyelországban. 1987-ben kandidált, 1988-89 között a Humboldt-ösztöndíjat nyert el. 1990-ben lépett a külügyminisztériumi állományba. Magyarország varsói nagykövetsége másodtitkára, majd titkára volt, 2005-ben nyugdíjba ment, de 2014-ben reaktiválták: az abban az évben újranyitott krakkói főkonzulátus vezetésével bízták meg.
Történészként főként a középkori közép-európai települések történetével foglalkozott.

## Művei
- Melioratio terrae ; vergleichende Untersuchungen über die Siedlungsbewegung im östlichen Mitteleuropa im 13.-14. Jahrhundert - Poznań, 1995. 273 o.